# Ben Spies
Ben Spies, bijnamen: Elbowz, Speez en Texas Terror (Memphis (Tennessee), 11 juli 1984) is een Amerikaans motorcoureur. Hij won het AMA Formula Xtreme voor American Suzuki en het AMA Superstock Championship in 2007 en het AMA Superbike Championship voor Yoshimura Suzuki in 2006, 2007 en 2008. In 2009 stapte hij over naar de World Superbikes voor het Yamaha WSB Team, en pakte de wereldtitel. In 2010 startte hij in de MotoGP bij het Tech 3 Yamaha klantenteam. Anno 2013 komt hij uit voor het Pramac Racing Team.
Zijn bijnaam is Elbowz omdat hij tijdens het rijden zijn ellebogen uitsteekt.
Spies heeft sinds 2011 ook zijn eigen wielerploeg genaamd Elbowz Racing Elite Cycling Team, dat voornamelijk in Amerika zijn wedstrijden fietst.

## Biografie

### AMA Kampioenschap

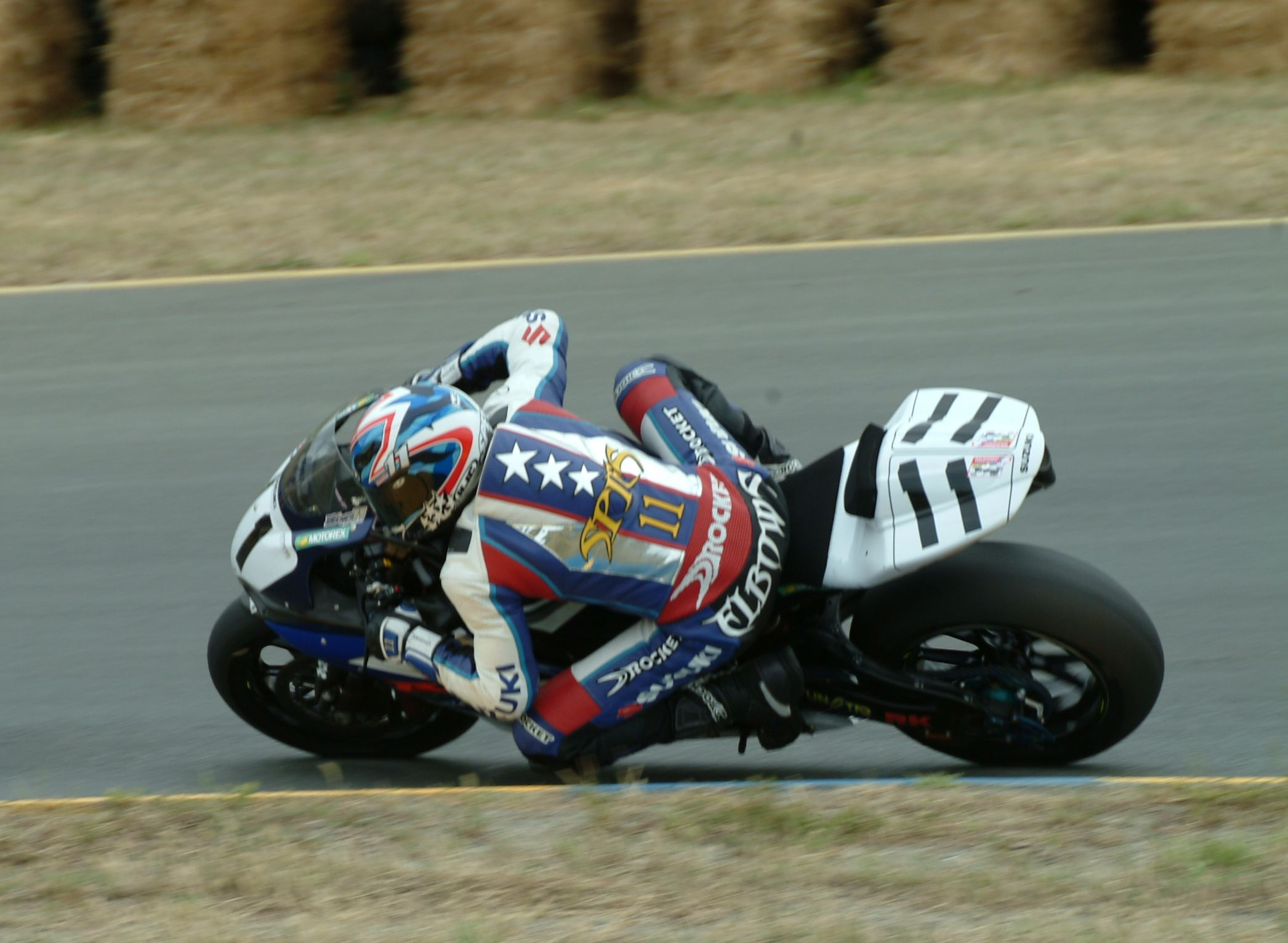
Spies bij AMA Superbikes in Sears Point, Californië USA (2005)

Na enkele seizoenen te hebben geracet voor Valvoline Suzuki en Attack Suzuki tekende Spies in 2006 voor Yoshimura Suzuki. Mat Mladin was zijn teamgenoot. Hij won het AMA Superbike kampioenschap dankzij 10 overwinningen en nog 7 podiumfinishes. In het begin van het seizoen behaalde hij 6 overwinningen op rij.
In 2007 behaalde hij zijn tweede titel. Spies had 1 punt voorsprong op Mladin. Dat jaar kwam hij 7 keer als eerste over de finish.
In 2008 werd hij voor de derde opeenvolgende keer kampioen. Hij werd de vierde rijder die 3 keer na elkaar kampioen werd. Reg Pridmore, Fred Merkel en Mat Mladin deden het hem voor.
Spies nam ook deel aan de AMA Supersport, AMA Superstock en AMA Formula Xtreme klasse.

### WorldSBK

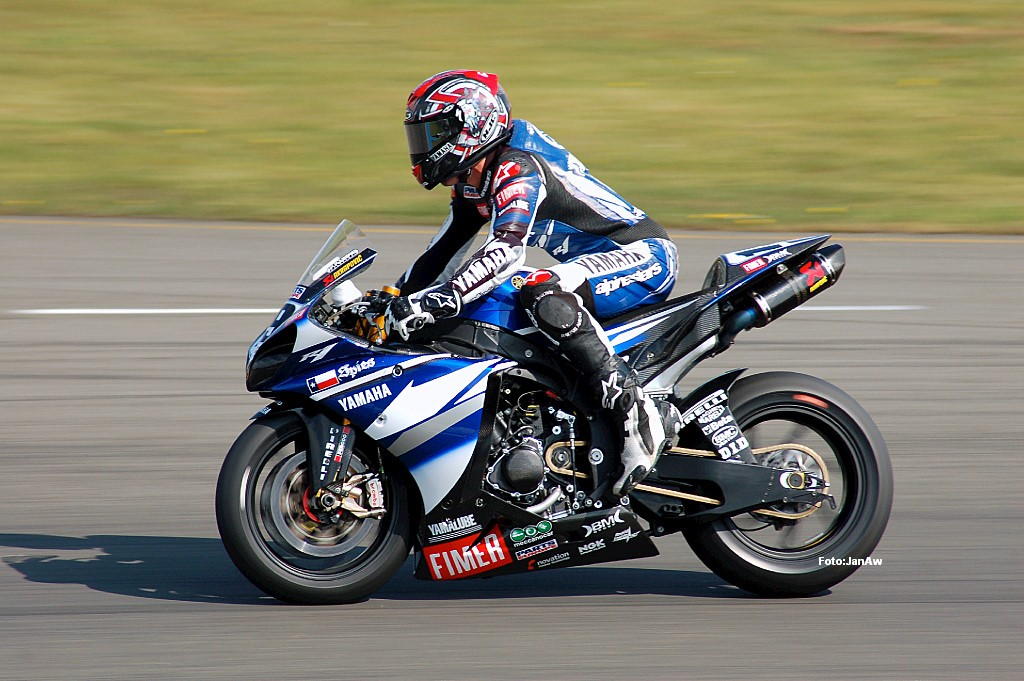
Spies bij WSBK in Assen, Nederland (2009)

Op 1 oktober 2008 werd bevestigd dat Spies in 2009 WorldSBK ging rijden voor het Yamaha WSB fabrieksteam. Hij werd dat jaar als Rookie wereldkampioen in de WorldSBK.

### MotoGP

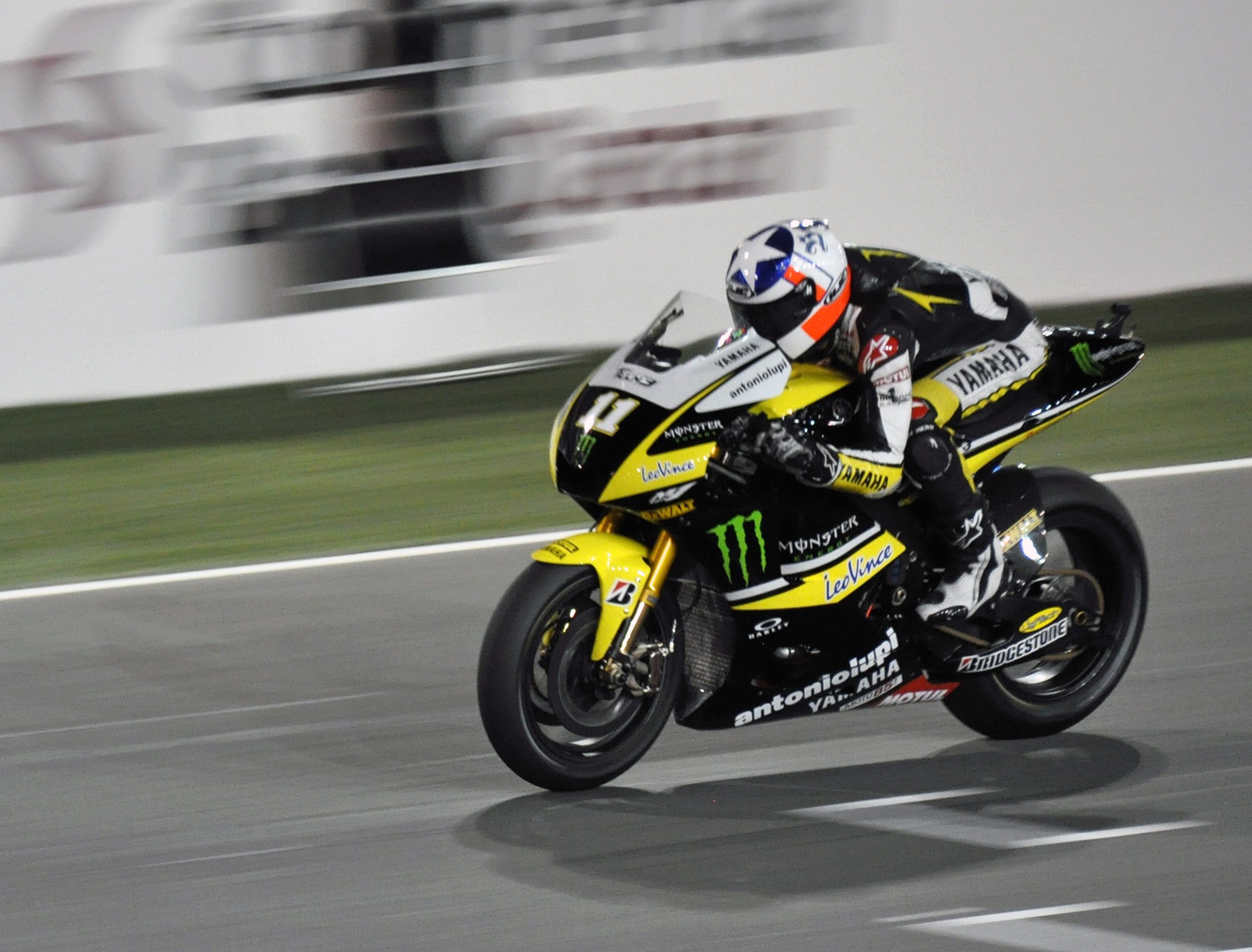
Spies bij MotoGP in Losail, Qatar (2010)

Spies verving op 22 juni 2008 de geblesseerde Loris Capirossi bij het Rizla Suzuki fabrieksteam voor de Britse GP. Hij startte vanaf de 8ste plek en eindigde als 14de. Hiermee scoorde hij zijn eerste MotoGP punten. Verder kreeg Spies een wildcard voor 2 GP's van de Verenigde Staten. Hij finishte als 8ste en 6de. Niettemin bood Suzuki hem geen contract aan voor het MotoGP seizoen 2009.
Op 1 oktober 2009 werd bevestigd dat Spies terugkeert in de MotoGP seizoen 2010 en gaat rijden voor het Yamaha Tech 3 klantenteam. Daarom kreeg hij een wildcard voor de GP van Valencia op 8 november 2009, om alvast wat testkilometers te maken met de Yamaha YZR-M1.
Tijdens deze GP werd Spies bijgestaan door zijn team uit de WorldSBK.
Spies behaalde een 7e plaats.
In het seizoen 2010 werd Spies "Rookie of the Year" in de MotoGP-klasse.
Op 27 augustus 2010 werd bevestigd dat Spies in 2011 voor het Yamaha Factory Racing team uit gaat komen en de opvolger wordt van Valentino Rossi, die naar Ducati verhuist.
Cal Crutchlow wordt de opvolger van Spies.
Op 8 juni 2011 wordt bevestigd dat Spies in het seizoen 2012 ook weer voor het Yamaha Factory Racing team uitkomt. Eind 2012 maakt hij de overstap naar het Pramac Racing Team van Ducati.

## Behaalde resultaten
| Jaar     | Klasse             | Klasse                     | Klasse             | Klasse             | Pole | Races | Podium | 1e plaats | 2e plaats | 3e plaats | Snelste Ronde | Titels             |
| All-time | MotoGP             | MotoGP                     | MotoGP             | MotoGP             | 1    | 53    | 6      | 1         | 2         | 3         | 1             | 0                  |
| All-time | WorldSBK           | WorldSBK                   | WorldSBK           | WorldSBK           | 11   | 28    | 17     | 14        | 2         | 1         | 6             | 1                  |
| All-time | AMA Superbike      | AMA Superbike              | AMA Superbike      | AMA Superbike      | 43   | 74    | 68     | 29        | 31        | 8         | 30            | 3                  |
| All-time | AMA Superstock     | AMA Superstock             | AMA Superstock     | AMA Superstock     | 11   | 19    | 11     | 9         | 2         | 0         | 8             | 1                  |
| All-time | AMA Formula Xtreme | AMA Formula Xtreme         | AMA Formula Xtreme | AMA Formula Xtreme | 1    | 10    | 7      | 5         | 0         | 2         | 8             | 1                  |
| All-time | AMA Supersport     | AMA Supersport             | AMA Supersport     | AMA Supersport     | 2    | 28    | 4      | 1         | 2         | 1         | 2             | 0                  |
| Jaar     | Klasse             | Team                       | Motor              | Banden             | Pole | Races | Podium | 1e plaats | 2e plaats | 3e plaats | Snelste Ronde | WK Positie(punten) |
| 2012     | MotoGP (1000 cc)   | Yamaha Factory Racing      | Yamaha YZR-M1      | B                  | 0    | 16    | 0      | 0         | 0         | 0         | 0             | 10e (88)           |
| 2011     | MotoGP             | Yamaha Factory Racing      | Yamaha YZR-M1      | B                  | 0    | 16    | 4      | 1         | 1         | 2         | 1             | 5e (176)           |
| 2010     | MotoGP             | Monster Yamaha Tech 3 Team | Yamaha YZR-M1      | B                  | 1    | 17    | 2      | 0         | 1         | 1         | 0             | 6e (176)           |
| 2009     | MotoGP             | Sterilgarda Yamaha Team    | Yamaha YZR-M1      | B                  | 0    | 1     | 0      | 0         | 0         | 0         | 0             | 20e (9)            |
| 2009     | WorldSBK           | Yamaha WSB Team            | Yamaha YZF-R1      | P                  | 11   | 28    | 17     | 14        | 2         | 1         | 6             | 1e (462)           |
| 2008     | MotoGP (800 cc)    | Rizla Suzuki MotoGP Team   | Suzuki GSV-R800    | B                  | 0    | 3     | 0      | 0         | 0         | 0         | 0             | 19e (20)           |
| 2008     | AMA Superbike      | Yoshimura Suzuki Team      | Suzuki GSX-R1000   | D                  | 8    | 19    | 18     | 10        | 8         | 0         | 8             | 1e (652)           |
| 2007     | AMA Superbike      | Yoshimura Suzuki Team      | Suzuki GSX-R1000   | D                  | 9    | 19    | 19     | 7         | 12        | 0         | 7             | 1e (652)           |
| 2007     | AMA Superstock     | Yoshimura Suzuki Team      | 7                  | 9                  | 7    | 7     | 0      | 0         | 6         | 1e (292)  |               |                    |
| 2006     | AMA Superbike      | Yoshimura Suzuki Team      | Suzuki GSX-R1000   | D                  | 7    | 19    | 17     | 10        | 6         | 1         | 10            | 1e (649)           |
| 2006     | AMA Supersport     | Yoshimura Suzuki Team      | Suzuki GSX-R600    | 0                  | 8    | 1     | 0      | 0         | 1         | 0         | 14e (106)     |                    |
| 2005     | AMA Superbike      | Yoshimura Suzuki Team      | Suzuki GSX-R1000   | D                  | 0    | 17    | 14     | 1         | 6         | 7         | 2             | 2e (514)           |
| 2005     | AMA Supersport     | Yoshimura Suzuki Team      | Suzuki GSX-R600    | 0                  | 10   | 0     | 0      | 0         | 0         | 0         | 4e (231)      |                    |
| 2004     | AMA Superstock     | American Suzuki Team       | Suzuki GSX-R1000   | D                  | 4    | 11    | 4      | 2         | 2         | 0         | 2             | 5e (297)           |
| 2004     | AMA Supersport     | American Suzuki Team       | Suzuki GSX-R600    | 2                  | 11   | 3     | 1      | 2         | 0         | 2         | 4e (279)      |                    |
| 2003     | AMA Formula Xtreme | American Suzuki Team       | Suzuki GSX-R1000   | D                  | 9    | 10    | 7      | 5         | 0         | 2         | 1             | 1e (318)           |
| 2003     | AMA Supersport     | American Suzuki Team       | Suzuki GSX-R600    | 0                  | 11   | 3     | 1      | 0         | 2         | 0         | 9e (228)      |                    |
| 2003     | AMA Superbike      | American Suzuki Team       | Suzuki GSX-R1000   | 0                  | 5    | 0     | 0      | 0         | 0         | 0         | 54e (24)      |                    |
| 2002     | AMA Supersport     | Attack Suzuki Team         | Suzuki GSX-R600    | D                  | 0    | 10    | 0      | 0         | 0         | 0         | 0             | 9e (189)           |
| 2002     | AMA Formula Xtreme | Attack Suzuki Team         | Suzuki GSX-R1000   | 0                  | 9    | 0     | 0      | 0         | 0         | 0         | 6e (174)      |                    |
| 2002     | AMA Superstock     | Attack Suzuki Team         | Suzuki GSX-R600    | 1                  | 8    | 1     | 0      | 1         | 0         | 0         | 55e (13)      |                    |
| 2001     | AMA 750 Supersport | Valvoline EMGO Suzuki Team | Suzuki GSX-R750    | D                  | 0    | 11    | 4      | 1         | 0         | 0         | 0             | 3e (57)            |
| 2000     | AMA 750 Supersport | Valvoline EMGO Suzuki Team | Suzuki GSX-R750    | D                  | 0    | 10    | 0      | 0         | 0         | 0         | 0             | 9e                 |